# G4集團

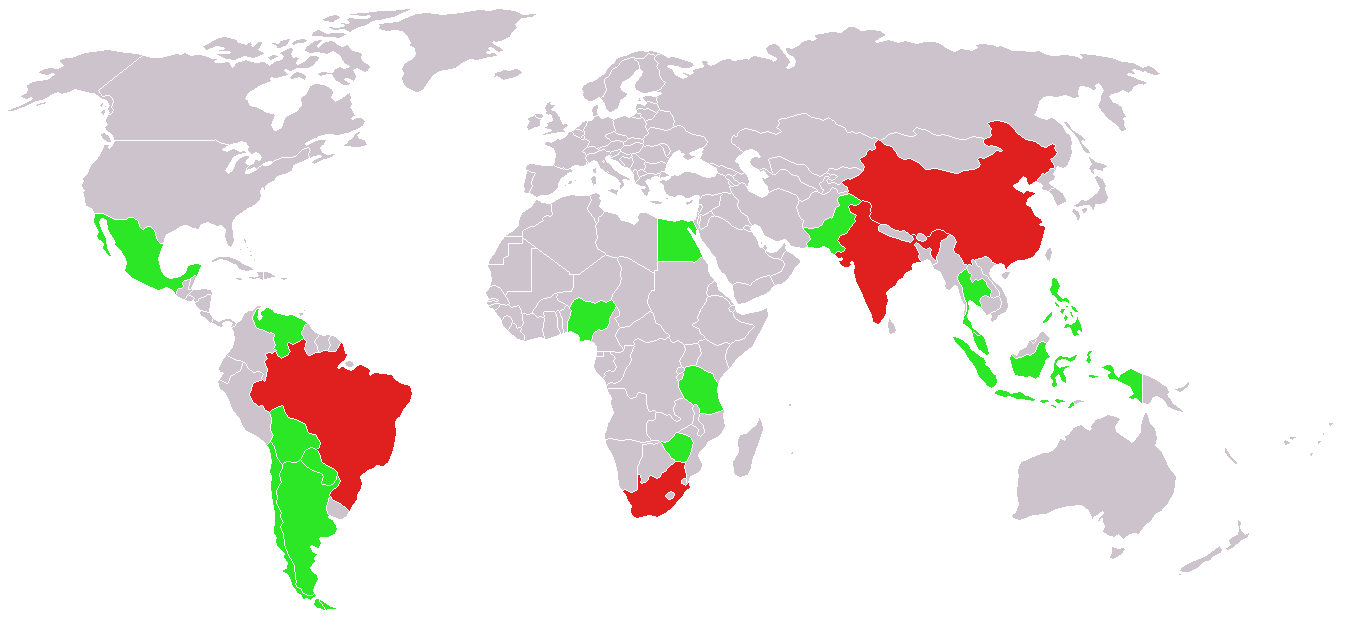
G4 bloc的4國以紅色標註，而G-20的其餘16國以綠色標註。

G4集團（英語：G4 bloc）指的是中國、印度、巴西以及南非等四個國家，這四個國家是在世界貿易組織（WTO）所列的G20開發中國家（G20 trade bloc）中比較大的核心領導國。在2003年，巴西、印度及南非等國家共同簽署了巴西利亞聲明（Brasilia Declaration），自此讓「G20開發中國家」的合稱團體獲得發起、成形、以及後續的引領。因四国英文名的首字母合成英文“基础”（BASIC），故又称基础四国。

## 關連項目
- 八大工業國組織（包含過去的G6、G7）
- 二十國集團
- G20開發中國家
- 金砖国家
- IBSA對話論壇